# Hovs kirkja
Hovs kirkja er en færøsk kirke i Hov på Suðuroy. Kirken er hjemmehørende i Suðuroy Søndre Præstegæld, Færøerne Provsti, Suðuroy Søndre Syssel og   
Færøernes folkekirke.
Kirken i Hov er en gammel trækirke med græstag. Den blev oprindelig bygget ved Kirkjuklett i Vágur i 1853, men i 1943 blev den taget ned og flyttet til Hov og genoprejst her. Flytning og genopbygningen stod arkitekt J. Hofgaaard og håndværkeren Johan Hammer og den blev indviet d. 14 februar 1943. Over vestenenden er der opført en tagrytter i to etager med sadeltag i kirkens længderetning. 
Hovs kirkja har tøndehvælv, malet i koboltblå felter med guldstjerner. Koret er adskilt fra det øvrige kirkerum af et korgitter med runde stave, hvor der øverst er to flade rundbuer. 
På alteret ses to stager med skaft af træ og fod af sten. Altermaleriet er malet af Jógvan Waagstein og forestiller "Jesus der vandrer på søen". I forgrunden ses en færøbåd. Døbefonten er ottekantet med et Dåbsfad  af kobber. 
Kirkeskibet er en model af sluppen "Agnes Louise". Kirkeklokken er støbt i Aalborg hos De Smithske Støberier i 1957. Den vejer 170 kg og måler 65 cm i diameter og bærer indskriften "Herre lad klokkens lyd aldrig tie, så længde bygden Hov står".  Orgelet er et Christian Kruse orgel fra 1991.

## Historie
Hov menes oprindeligt at betyde hedensk gudehus. Stedet var oprindelig offerplads fra landnamstiden. Lidt nordøst for den nuværende kirke, tæt ved stranden, har man fundet ruinrester, der kan have været et gudehus. Høvdingen (Gode) forestod selv offer og senere gudstjenesten. Andre i nærheden, der ikke selv havde gudehus, sluttede sig til gudehuset i Hov, og en menighed dannedes. Efter reformationen blev kirken i 1538 flyttet til en anden bygd.